# 쌍봉로 (여수시)
쌍봉로는 대한민국 전라남도 여수시의 도로로, 행정동으로는 쌍봉동, 시전동, 둔덕동에 걸쳐있고, 법정동으로는 학동, 신기동, 시전동, 학용동, 둔덕동에 걸쳐있다.

## 도로 정보
기점: 선원동 138-3대
종점: 둔덕동 477-5대
고시일: 2009-10-13
길이: 3789m

## 교차로
교차 도로가 로 급 미만이면서 교차로명이 없는 경우는 생략되었다.
| 종류   | 교차로명              | 교차 도로                    | 행정동         | 법정동       | 기타          |
| ------ | --------------------- | ---------------------------- | -------------- | ------------ | ------------- |
| 사거리 | 신동아아파트앞 삼거리 | 무선로(남, 북), 선원2길(서)  | 쌍봉동, 여천동 | 학동, 선원동 | 직결: 선원2길 |
| 사거리 | 쌍봉 사거리           | 시청로(남, 북)               | 쌍봉동         | 학동         |               |
| 삼거리 | 원학동 삼거리         | 선소로(남)                   | 쌍봉동, 시전동 | 학동, 신기동 |               |
| 삼거리 | 신기 삼거리           | 새터로(남)                   | 시전동         | 신기동       |               |
| 사거리 | 11호광장 교차로       | 좌수영로(남, 북), 만성로(동) | 둔덕동         | 둔덕동       | 직결: 만성로  |

쌍봉로 (여수시) ― 도로명주소 안내시스템